# موگادیشو
مُگادیشو، مُقَدیشیو، مَقْدِشو، یا مَقْدِشیم (به عربی: مقدیشو) پایتخت و بزرگ‌ترین شهر کشور آفریقایی سومالی است. سازمان ملل جمعیت این شهر را در سال ۱۹۹۰ در حدود ۱٫۲ میلیون نفر برآورد کرد. این شهر در سال ۲۰۱۷ میلادی ۲٬۴۲۵٬۰۰۰ نفر جمعیت داشت.
موگادیشو بزرگ‌ترین شهر سومالی است. این شهر بندری مرکز تجاری و مالی این کشور نیز هست. صنایع غذایی، نوشیدنی‌ها و ریسندگی و بافندگی صنایع اصلی این شهر به‌شمار می‌آیند. موگادیشو از طریق جاده با کنیا و اتیوپی مرتبط است و یک فرودگاه بین‌المللی دارد.
از بناهای قدیمی آن می‌توان به مسجد فخرالدین (۱۲۶۹ م) و کاخ گارسا که در اواخر سده نوزدهم برای حاکم محلی سلطنت زنگبار ساخته شد، نام برد.
امروزه در این شهر یک موزه و یک کتابخانه و چند دانشگاه و مرکز آموزش عالی غیردولتی فعالیت می‌کنند که عمدتاً تحت پوشش دانشگاه‌های معتبر کشورهای همسایه هستند. مهم‌ترین آن‌ها دانشگاه موگادیشو است. شهر موگادیشو همچنین دارای یک استادیوم ورزشی است که بازی‌های فوتبال لیگ سومالی در آن برگزار می‌شود.
این شهر در سده دهم میلادی توسط ایرانیان و اعراب مهاجر بنا شد که این مهاجران بعدها با مردم محلی درآمیختند. از درهم آمیختن مردم بومی بوشمن با کوشی‌ها و سپس ایرانیان و اعراب مهاجر به منطقه، قوم ویژه‌ای به نام قوم بنادری پدید آمده که ساکنان موگادیشو و اطراف را تشکیل می‌دهند.

## نام
موگادیشو در منطقه‌ای به نام بنادر واقع شده‌است و نام آن برگرفته از واژه عربی-فارسی «مقعدِ شاه» به معنی سکونتگاه شاه است که نشان‌دهنده تأثیری است که این محل از بازرگانان ایرانی گرفته‌است.
نام منطقه بنادر نیز از واژه فارسی بندر گرفته شده و به دو بندر براوه و موگادیشو اشاره داد و اهمیت این دو بندرگاه را برای بازرگانان ایرانی نشان می‌دهد. تأثیر باورهای شیعه مانند احترام به فاطمه هنوز در این منطقه مشهود است.

## پیشینه
در قدیم بازرگانان شیرازی از ایران، و اعراب خلیج فارس و عمان در سراسر کرانه‌های شرق آفریقا و ازجمله در موگادیشو رفت‌وآمد داشتند و سکونتگاه‌هایی نظیر «مقعد شاه» (اقامتگاه شاه = موگادیشو) و زنگبار (از واژه فارسی و به معنی کرانه سیاهان) بنا کردند.
در دوران طلایی اسلام در سده‌های میانه این شهر مرکز حکومت مظفری‌ها شد.
ابن بطوطه، جهانگرد مراکشی، پس از دیدار از عدن در سال ۱۳۳۱ م. از طریق دریا راهی سواحل شرقی آفریقا شده و در آنجا بود که با نوع دیگری از حکومت- که همان شهرهای بندری با جمهوری‌های سوداگرانه بودند- آشنا شد. موگادیشو نخستین جایی بود که ابن بطوطه از آن دیدار کرد. خود می‌گوید: «موگادیشو شهری بس بزرگ است، مردمانش سوداگر و بسیار ثروتمندند، آنها صاحب رمه‌هایی بزرگ از شتران و گوسفندانند، در اینجا مردم به تولید منسوجاتی می‌پردازند که بسیار شهرت و مرغوبیت دارد و به مصر و دیگر نواحی اطراف صادر می‌گردد.»
به محض اینکه ابن بطوطه در موگادیشو اقامت گزید، سلطان آنجا برای وی دو هدیه خوشامدگویی کوچک فرستاد. یکی بشقابی بود پر از برگ تنبول و فونل areca huts و دیگری یک شیشه گلاب دمشقی، هدیه نخست در واقع نوعی هدیه سنتی و مذهبی مصریان برای خوشامدگویی بود- رسمی که در سرتاسر شرق آفریقا رواج داشت- و هدیه دوم یا گلاب دمشقی- که برای تطهیر دستها به کار می‌رفت،
موگادیشو بعدها نیز در عصر استعمار به عنوان مرکز حکومت ایتالیایی سومالی درآمد. در دوران جنگ‌های داخلی سومالی شبه نظامیان بسیاری مانند گروه الشباب برای حاکمیت بر این شهر مبارزه می‌کردند و در نهایت حاکمیت شهر به اتحادیه محاکم شریعت اسلامی سومالی رسید. الشباب که از گروه‌های تندرو و افراطی اسلام‌گرا است همچنان منشأ بسیاری از ناآرامی‌های داخلی سومالی و پایتخت آن به‌شمار می‌آید.
به‌دنبال جنگ‌های طولانی وضعیت اقتصادی و رفاهی در موگادیشو نابسامان است اما از سایر شهرهای سومالی بهتر می‌باشد. راه‌های رمینی و جاده‌ها اگرچه به برخی کشورهای همسایه متصل می‌شوند اما از امنیت پائینی برخوردار هستند. سامانه هوایی این کشور هم که به فرودگاه بین‌المللی موگادیشو بازمی‌گشت در طول جنگ سال ۲۰۰۶ سومالی تخریب شد.

## جغرافی

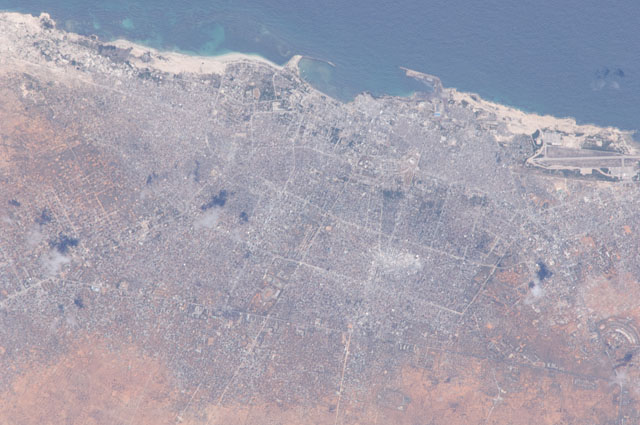
نمای موگادیشو از ایستگاه فضایی بین‌المللی.

شهر موگادیشو در ساحل اقیانوس هند واقع شده‌است.
رود شبیلی که سرچشمه آن در مرکز اتیوپی است در نزدیکی موگادیشو به ۳۰ کیلومتری اقیانوس هند می‌رسد اما جهت آن به سمت جنوب غرب ادامه می‌یابد. این رود معمولاً در خلال ماه‌های فوریه و مارس خشک است. در فصول دیگر رود شبله آب لازم برای کشت پنبه، نیشکر و موز را در منطقه فراهم می‌کند.
برای یک شهر نزدیک به خط استوا، موگادیشو آب و هوایی نسبتاً خشک دارد. آب و هوای آن مانند بیشتر مناطق جنوب شرق سومالی در رده داغ و نیمه خشک دسته‌بندی می‌شود. این در حالی است که، شهرهای شمال سومالی عموماً در رده داغ و خشک قرار می‌گیرند.
دمای هوای موگادیشو در طول سال عموماً بین ۱۵ تا ۳۶ درجه سانتی‌گراد نوسان دارد و میزان بارندگی در طول سال برابر ۴۲۷ میلی‌متر گزارش شده‌است.

## سیاست

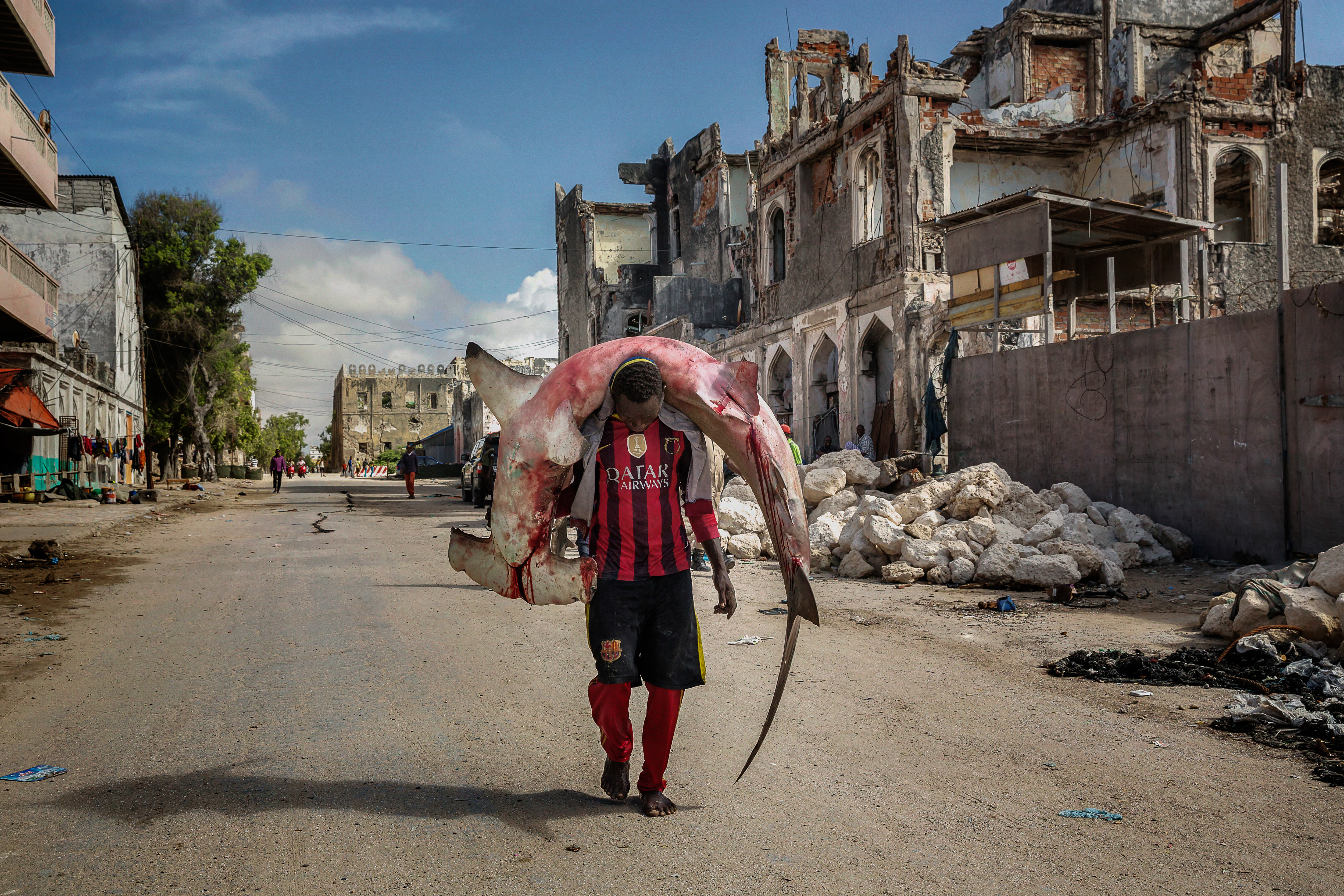
نگاره‌ای از یک مرد ماهی‌گیر در حال انتقال یک کوسه سرچکشی به بازار ماهی‌فروشان موگادیشو.

پیکارجویان الشباب در سال ۲۰۱۱ از موگادیشو بیرون رانده شدند و از آن سال تاکنون این گروه بخش زیادی از مناطق تحت کنترل خود را از دست داده‌است. گروه تروریستی «الشباب» در سومالی برای براندازی دولت سومالی تلاش می‌کند و هدفش برقرار کردن حکومت اسلامی است. انفجار اکتبر ۲۰۱۷ موگادیشو، ناشی از بمب‌گذاری یک کامیون، دستکم ۴۱۴ تن کشته و ۴۰۰ زخمی بر جای گذاشت. این انفجار قوی در یک چهارراه پررفت‌وآمد موگادیشو رخ داد و بیشتر قربانیان آن از غیرنظامیان بودند.
روز ۲۲ دی ۱۳۹۴ افراد ناشناس به دفتر «کمیته امداد امام خمینی» جمهوری اسلامی در موگادیشو و مرکز هلال احمر ایران در این شهر حمله کردند. دفتر «کمیته امداد امام» در آبان‌ماه سال ۱۳۹۰ با حمایت دولت سومالی در موگادیشو آغاز به‌کار کرد.
ارتش ترکیه از بزرگ‌ترین پایگاه نظامی خود در منطقه غرب آسیا و شاخ آفریقا در موگادیشو رونمایی کرده‌است. بر اساس توافقنامه که در ۲۵ ژانویه ۲۰۱۵ میان ترکیه و سومالی به امضا رسید، این پایگاه برای آموزش نیروهای سومالیایی برای مقابله با گروه‌های تروریستی در موگادیشو، گشایش یافت. ترکیه از ماه مارس ۲۰۱۵ ساخت این پایگاه نظامی را در زمینی به مساحت ۴۰۰ هکتار آغاز کرد. قرار است در مرحله اول حضور نظامی ارتش ترکیه در خاک سومالی، ۱۰۰ الی ۲۰۰ نظامی ترکیه در این پایگاه حضور پیدا کنند. افسران ترکیه بیشتر از ده هزار نفر از سربازان سومالی را در این پایگاه آموزش خواهند داد.